# Hexatoma (Eriocera) shawanoensis
Hexatoma (Eriocera) shawanoensis is een tweevleugelige uit de familie steltmuggen (Limoniidae). De soort komt voor in het Afrotropisch gebied.